# Au-delà de la gloire
Pour plus de détails, voir Fiche technique et Distribution.
Au-delà de la gloire (The Big Red One) est un film de guerre américain réalisé par Samuel Fuller et sorti en 1980. Le film s'appuie notamment sur l'expérience personnelle de Samuel Fuller, qui vécut la Seconde Guerre mondiale dans les rangs de la Big Red One. Il est présenté en sélection officielle au Festival de Cannes 1980.

## Synopsis
Novembre 1918, dans un champ de bataille, le sergent Possum regarde les cadavres de soldats américains et allemands. Entendant un Allemand crier et ne comprenant pas ce qu'il dit, le sergent le tue. Quelque temps après, son officier lui annonce que la guerre est finie, il regrette alors de l'avoir tué.
Le 8 novembre 1942, le sergent Possum est à la tête d'une escouade de fusiliers dans la 1re division d'infanterie américaine, la Big Red One pendant l'opération Torch. Parmi les jeunes recrues qui font leur baptême de feu, se trouvent Zab, Vinci, Johnson et Griff.
Le 11 juillet 1943, l'unité met le pied en Sicile lors de l'Opération Husky, ils rencontreront des recrues avec qui ils évitent de faire connaissance, car ils prétendent que chaque recrue se fait tuer.
Le 6 juin 1944, l'unité débarque en Normandie durant l'opération Overlord, puis passera par la Belgique, l'Allemagne et pour finir la Tchécoslovaquie, où elle découvre le camp de Falkenau.

## Fiche technique
- Titre original : The Big Red One
- Réalisateur : Samuel Fuller, assisté de Lewis Teague
- Scénario : Samuel Fuller
- Musique : Dana Kaproff
- Photographie : Adam Greenberg
- Montage : Morton Tubor, David Bretherton et Bryan McKenzie (2004)
- Producteur : Gene Corman
- Distribution : United Artists - Warner Bros. Entertainment (DVD)
- Langue : anglais
- Format : Format 35mm - 1,85:1 - Couleur (Début noir et blanc)
- Durée : 113 minutes / 162 minutes (version reconstruite)
- Genre : Drame et guerre
- Date de sortie :
  - France : 1980 (Festival de Cannes 1980)
- Affiche : Michel Landi (France)

## Distribution
Légende : 1er doublage (1980), 2nd doublage (DVD, 2005)
- Lee Marvin (VF : Georges Aminel, Jean-Claude Sachot) : le sergent Possum
- Mark Hamill (VF : Frédéric Pieretti, Jérémy Prevost) : Griff, le soldat qui ne voulait pas tirer
- Robert Carradine (VF : François Leccia) : Zab
- Bobby Di Cicco (VF : Guy Chapellier) : Vinci
- Kelly Ward (VF : José Luccioni) : Johnson
- Siegfried Rauch : Schroeder
- Stéphane Audran : « Wallone », une résistante belge
- Serge Marquand : Ransonnet
- Charles Macaulay (VF : Jean-Claude Michel) : le Capitaine
- Alain Doutey : Broban
- Walter Fresh : le Colonel à Omaha Beach
- Marthe Villalonga : madame Marbaise
- Guy Marchand : capitaine Chapier
- Maurice Marsac : Un colonel de Vichy

## Production
Samuel Fuller n'avait pas tourné depuis dix ans.
À l'origine c'est John Wayne qui devait jouer le rôle du sergent. Samuel Fuller estima qu'il « n'était pas bon pour ce rôle ».

### Restauration
Lorimar Productions demanda à Samuel Fuller de réduire la durée son film. Le montage originel faisait 4 heures, plus de la moitié des séquences est coupée. En 1999, Richard Schickel se chargea de reconstruire le film, proche de la version voulue de Fuller, grâce à une bobine utilisée pour la promotion. C'est ainsi que 47 minutes furent rajoutées. La version reconstruite et restaurée sort en 2005 avec une présentation au Festival de Cannes la même année.